# Вульва
Ву́льва (лат. vulva) — медицинское (научное) название наружных тазовых половых органов женщины (женских гениталий).
Это совокупность мочеполовых органов женщины, образующих вход в её родовые пути. Они расположены на нижней поверхности малого таза.
Это область преддверия влагалища, где расположены вход во влагалище и наружное отверстие женского мочеиспускательного канала (уретры). Переднюю поверхность вульвы образует лобок — треугольная область передней стороны тела книзу от живота. Боковые стороны лобкового треугольника сходятся внизу, и нижнюю вершину его образует передняя сторона больших половых губ, щелевидное отверстие между которыми называют половой щелью. Верхней стороной половой щели является преддверие влагалища, а с боков оно прикрыто двумя парами продольных мягкотканных анатомических образований — половых губ. Снаружи это более плотные большие половые губы, образуемые жировой тканью; их внешняя сторона покрыта кожей, с наступлением половой зрелости получающей более тёмную пигментацию, чем основной тон кожи, и покрывающейся волосами; их внутренняя сторона, как и всё преддверие влагалища, покрыта слизистой оболочкой. Между большими расположены менее плотные образования малые половые губы (нимфы) — складки слизистой оболочки, общей для всей зоны преддверия влагалища. Их передняя спайка образует частично подвижный кожный покров наружной части — головки женского специфически эрогенного органа клитора — его крайнюю плоть. У девственниц вход во влагалище затянут девственной плевой. Защиту от сухости слизистой оболочки выполняют большие железы преддверия (бартолиновы железы).
Вульва образована мягкими покровными тканями — жировой тканью, кожей и слизистой; в зависимости от развития (их анатомического «сложения») вульвы в гинекологической и сексологической литературе имеют собственную классификацию.
Воспаления вульвы называются вульвитами.

## Описание
Наружные женские гениталии (кроме молочных — грудных — желёз) находятся в паховой области на нижней и отчасти передней поверхности таза, располагаясь от лобковой дуги вентрально к крестцу дорсально над внутренней поверхностью бёдер. Дном для внутренних половых и смежных с ними органов служит диафрагма таза, состоящая из мышц и фасций.

### Лобок
Также венерин бугорок (лат. mons veneris), лунный холмик; самый нижний участок паховой области передней брюшной стенки. У женщин, благодаря хорошо развитому подкожно-жировому слою, возвышается над лобковым симфизом.
В начале полового созревания происходит появление волос и развитие жировой ткани на лобке. Волосяной покров области лобка выражен; волосы короткие, мягкие, от завивающихся до слегка курчавых, обычно темнее, чем на голове; оволосение — в виде треугольника с резко очерченной верхней горизонтальной границей и вершиной, направленной вниз.
Женский тип оволосения обусловливается эстрогенами (женскими, «женственными» гормонами). Индивидуальные особенности зависят от наследственности, расы, анатомического сложения (типа конституции).
При повышенном содержании андрогенов (мужских, «мужественных» гормонов) область волосяного покрова распространяется по мужскому типу, поднимаясь острым углом к пупку, а само оволосение в таких случаях принимает форму ромба; волосы растут густо, жёсткими и закрученными.
В области лобка имеется множество нервных окончаний. Поэтому прикосновение к нему и (или) надавливание на него могут вызвать половое возбуждение; у многих женщин стимуляция лобка вызывает такие же приятные ощущения, как непосредственное прикосновение к клитору.

### Большие половые губы
Большие половые губы (лат. labia majora) представляют собой две утолщённые кожные складки, которые образуют валики, обрамляющие вульву снаружи, частично или полностью скрывая остальные («внутренние») части.
Цвет кожи может быть таким же, как и на других частях поверхности тела, хотя возможен и более тёмный (это тоже считается нормой и связан с уровнем пигментации в промежности).
Цвет у «внутренней» поверхности отличен от внешней и может быть от розоватого до коричневатого. Покрывающие большие половые губы волосы практически такие же, как и на лобке. Структура мягких тканей также во многом сходна.
У разных женщин большие половые губы могут как полностью смыкаться, образуя плотную щель, так и находиться в положении зияния. Индивидуальные форма и размер могут также значительно отличаться: в зависимости от возраста, типа конституции, упитанности, общей степени развитости вульвы и пр.

### Малые половые губы
Малые половые губы (лат. labia minora) — две мягкие свободно свисающие кожные складки, расположенные между большими половыми губами, окружая преддверие влагалища. Между малыми половыми губами находится преддверие влагалища. Клитор находится спереди вульвы в том месте, где сходятся малые половые губы. Визуально клитор имеет головку, полностью или частично покрытую складкой кожи — крайней плотью, иначе называемой капюшоном клитора.
Ниже клитора и выше входа во влагалище (вагину) открывается отверстие мочеиспускательного канала.
Вход во влагалище находится в центре преддверия. У женщин, которые не имели ещё сексуальных отношений, вход частично закрыт складкой слизистой оболочки — девственной плевой.
Немного ниже, слева и справа от вагинального отверстия расположены две бартолиновы железы: когда женщина сексуально возбуждена, они вырабатывают смазочную субстанцию, что делает сексуальное проникновение более лёгким (вагина также выделяет вагинальную смазку). Если смазки недостаточно, искусственная смазка может облегчить половые сношения.
Промежность — область между задней спайкой больших половых губ и анусом. Во время родов промежность может быть разорвана. Для предупреждения разрыва доктор может сделать эпизиотомию, или хирургическое разрезание промежности.

## Классификация
Внешний вид вульвы и размер её частей, а также форма и размер левой и правой части вульвы индивидуальны для каждой женщины и могут существенно отличаться.